# Süddeutsche Handballmeisterschaft 1964
Die Süddeutsche Handballmeisterschaft 1964 war die fünfzehnte vom (SHV) Süddeutschen Handballverband  ausgerichtete Endrunde um die Süddeutsche Meisterschaft im Hallenhandball der Männer. Sie wurde vom 8. bis 15. Februar 1964 in Bietigheim (A), Leutershausen (B) und Karlsruhe (Endrunde) ausgespielt.

## Turnierverlauf

Landkarte Regionalverbände
Die beiden linken blauen Felder umfassten zu der Zeit den Bereich des Süddeutschen Handballverbandes SHV

Meister wurde die SG Leutershausen, die sich damit für die Endrunde zur Deutschen Meisterschaft 1964 in Kiel qualifizierte, bei der die Leutershausener den 5. Platz belegten.

### Modus
Teilnahmeberechtigt waren jeweils die Meister und Vizemeister von der Endrunde Baden, Verbandsliga Südbaden, Verbandsliga Württemberg und der Bayernliga. Es wurde eine Vorrunde in zwei Gruppen gespielt. Die zwei bestplatzierten Teams jeder Gruppe nahmen an der Endrunde zur Süddeutschen Meisterschaft teil. Nur der Meister war für die Endausscheidung zur Deutschen Meisterschaft qualifiziert.

### Teilnehmer
| Gruppe A - TC Frisch Auf Göppingen (M) - ESV München-Laim (BY) - TSV 1890 Grötzingen - TV 1893 Baiersbronn | Gruppe B - SG Leutershausen - SpVgg 1887 Möhringen - TSV Zirndorf (BY) - FT 1844 Freiburg |  |

* Vorrundensieger fett gedruckt 

### Endrundentabelle
|    | Mannschaft                  | Spiele | Punkte |
| -- | --------------------------- | ------ | ------ |
| 1. | SG Leutershausen            | 3      | 4:2    |
| 2. | TC Frisch Auf Göppingen (M) | 3      | 3:3    |
| 3. | ESV München-Laim            | 3      | 3:3    |
| 4. | SpVgg 1887 Möhringen        | 3      | 2:4    |

Süddeutscher Meister und für die Endrunde zur Deutschen Meisterschaft 1964 qualifiziert

## Frauen
Süddeutsche Meisterschaft
- 1. 1. FC Nürnberg